# توجه اشتراکی

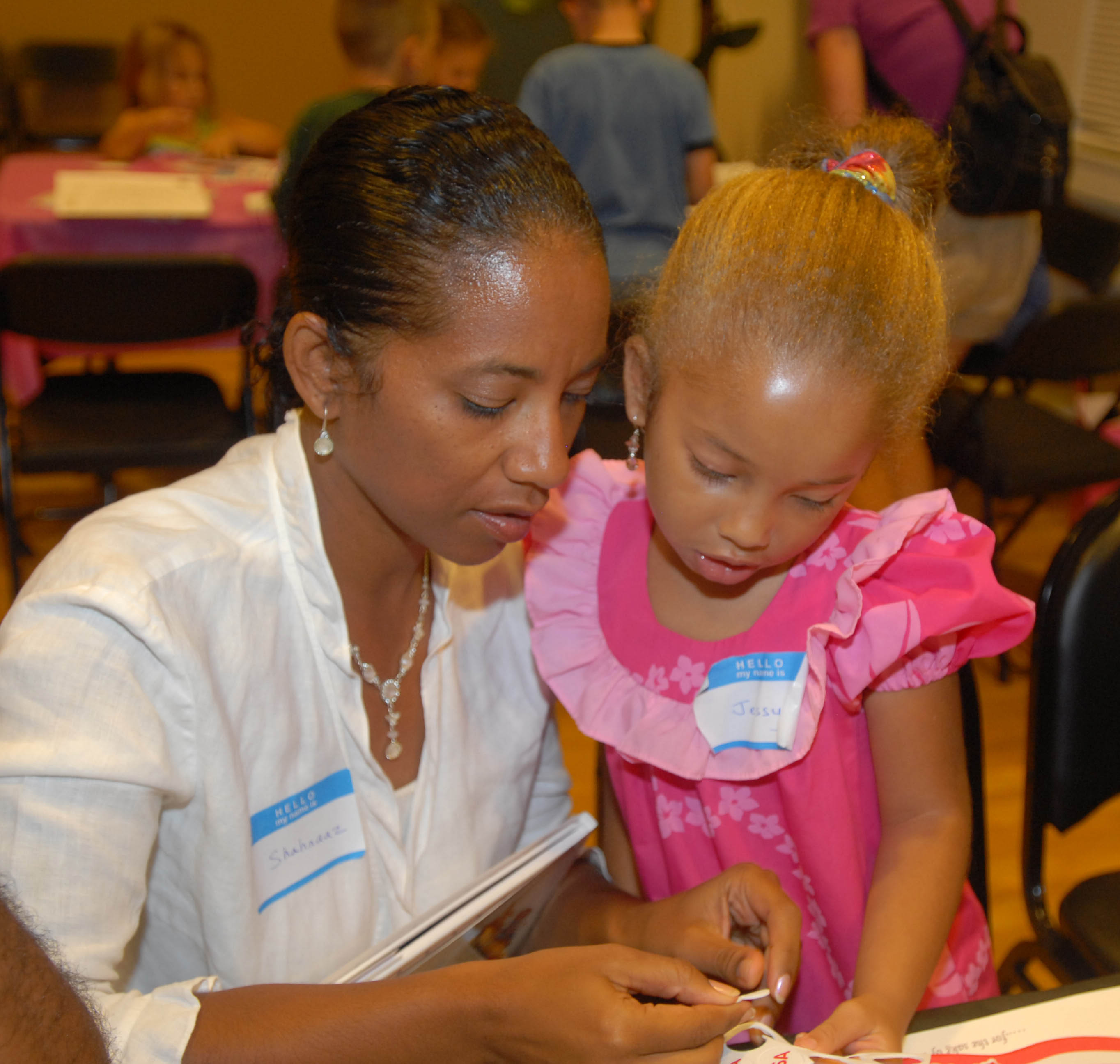
والد و فرزندی در حالت توجه اشتراکی

توجه اشتراکی (به انگلیسی: Joint attention) یا (Shared attention) به توانایی توجه مشترک بر روی مجموعه‌ای از موارد یا موضوعات به صورت مشترک و همزمان می‌باشد. بیشتر کودکان ۸ تا ۱۰ ماهه به واسطه توجه اشتراکی می‌توانند یک خط را دنبال کنند در سن ۱۱ تا ۱۴ ماهگی همه کودکان قادر به انجام این کار هستند. توجه اشتراکی برای رشد جنبه‌های مهم رشد زبان در کودکان بسیار مهم است. در مواردی که کودک درگیر با یکی از موارد زیر باشد احتمالا توجه اشتراکی آسیب دیده‌است: ناشنوایی، نابینایی و اوتیسم.
توانایی و انگیزه توجه اشتراکی، پیش نیاز تحول زبان و تعاملات اجتماعی پایه، نظیر درک هیجانات، مقاصد، باورها و دیدگاه‌های دیگران به‌شمار می‌رود. نارسایی توجه اشتراکی، یکی از زودرس‌ترین شاخص‌های طیف اختلالات اوتیستیک است. از این رو، شناسایی ماهیت و معرفی شیوه‌های ارزیابی و نوپروری این نارسایی، اهمیت بسزایی در فعالیت‌های بالینی و پژوهشی اختلالات اوتیستیک دارد.
منظور از توجه اشتراکی، توانایی فرد در تمرکز بر اطلاعات موجود در کانون توجه دیداری خویش، به موازات اطلاعات موجود در کانون توجه دیداری فرد دیگر است. در جریان توجه اشتراکی، دو فرد فعالانه توجه شان را معطوف یک شیی، موقعیت یا رویداد می‌کنند. این توانایی مستلزم شناسایی کانون توجه فرد مقابل است. نقص در توجه اشتراکی یکی از اولین نشانه‌های قابل‌تشخیص در کودکان دارای اختلال طیف اوتیسم به‌شمار می‌رود. توجه اشتراکی به توجه مشترک دو فرد بر روی یک شی گفته می‌شود. این امر زمانی حاصل می‌شود که یک فرد به وسیله خیره شدن، اشاره یا سایر نشانه‌های کلامی و غیر کلامی به یک شیی اشاره کند. یک فرد به یک فرد دیگر خیره می‌شود سپس به یک شیی با نگاه اشاره می‌کند و دوباره نگاه خود را به فرد بازمی‌گرداند. اسکائیف و برونر اولین محققینی بودند که یک بررسی مقطعی بر روی توانایی کودکان در دنبال کردن نگاه را، در سال ۱۹۷۵ انجام دادند. آن‌ها دریافتند که بیشتر کودکان ۸ تا ۱۰ ماهه توانستند یک خط را دنبال کنند و همه کودکان ۱۱ تا ۱۴ ماهه هم این توانایی را داشتند. این بررسی نشان داد که بالغین می‌توانند اشیای خاصی در محیط را با استفاده از خیره شدن به محدودهٔ توجه کودک بیاورند. تحقیقات بعدی نشان داد که دو مهارت مهم در توجه اشتراکی، دنبال کردن خیرگی فرد و شناخت منظور است. توانایی به اشتراک گذاشتن خیرگی با یک فرد دیگر، مهارت مهمی در ایجاد موضوع است. قابلیت تشخیص منظور در توانایی کودک برای یادگیری زبان و توجه مستقیم به دیگران مهم است. توجه اشتراکی در بسیاری از جنبه‌های توسعه زبان که شامل درک، تولید و یادگیری کلمات می‌باشد مهم است. دوره‌های توجه اشتراکی برای کودکان در مورد محیط اطراف خود اطلاعات فراهم می‌کند، به افراد امکان می‌دهد که مرجع زبان گفتاری را تعریف کنند و کلمات را یاد بگیرند. توسعه احساسی- اجتماعی و توانایی شرکت در روابط اجتماعی طبیعی نیز تحت تأثیر توانایی‌های توجه اشتراکی قرار می‌گیرد. ناتوانایی ایجاد توجه اشتراکی ممکن است ناشی از ناشنوایی، نابینایی و اختلالات رشدی مانند اوتیسم باشد.

## انواع توجه اشتراکی
1. پاسخ به توجه اشتراکی که عبارت است از توانایی کوک در دنبال کردن جهت نگاه، وضعیت سر یا سایر ژست‌های فرد دیگر، به نحوی که موضوع دیداری وی را دریابد.
2. شروع توجه اشتراکی که به توانایی کودک در هدایت توجه دیگران به موضوع دیداری خویش، با استفاده از انواع ژست‌ها یا نگاه متناوب بین اشیا و افراد گفته می‌شود.[۷]

هر دوی این رفتارها، حامل پیامهای اجتماعی در خصوص رویدادها یا موضوعاتی هستند که مورد توجه یا علاقه واقع شده‌اند. با این تفاوت که در پاسخ به توجه اشتراکی، فرد پیام‌های دیگران را پردازش می‌کند ولی در شروع توجه اشتراکی، پیامهای هدفمندی را به صورت ارادی برای فرد دیگر می‌فرستد (ماندی، سالیوان و مسترجورج، ۲۰۰۹). علیرغم تشابه ظاهری، این دو نوع رفتار، مبانی عصب روانشناختی متمایزی دارند. پاسخ به توجه اشتراکی با فعالیت بخش قدامی قشر میانی پیش پیشانی همبسته است. و در ارتباط با فهم دیدگاه‌ها می‌باشد. ولی شروع توجه اشتراکی با افزایش فعالیت‌های نرونی استراتیوم جانبی در نواحی وابسته به پاداش مغز همراه است که به نظر می‌رسد مبنای جنبه‌های خوشایند و انگیزشی توجه اشتراکی باشد (اسکیلباخ و همکاران، ۲۰۱۰).
تفاوت‌های آشکار بین کنش‌های هیجانی- اجتماعی و مبنای عصب شناختی این دو گونه توجه اشتراکی نمونه جالبی از تمایز یافتگی و در عین حال توحید یافتگی نظام‌های شناختی است که باید در نوپروری عصب شناختی کودکان مبتلا به تاخیرهای رشدی مد نظر قرار گیرد. اما چنین تاخیرهایی فقط در مقایسه با تحول بهنجار قابل درکند (پوراعتماد و ارمغان، ۱۳۹۴).
به‌طور کلی مهارت توجه اشتراکی تأثیر بسیاری بر رشد و تحول مهارت‌های زبانی، شناختی و اجتماعی دارد. به‌عبارت‌دیگر، توجه اشتراکی ممکن است به‌عنوان یک مهارت کلیدی عمل کند؛ بدین معنی که دستیابی به این حوزه از رشد، دستاوردهای جانبی بسیاری را برای کودک به ارمغان می‌آورد. ازاین‌رو، استفاده از مداخلات درمانی زودهنگام به‌منظور بهبود توجه اشتراکی کودکان دارای اختلال طیف اوتیسم ضرورت می‌یابد. البته تمامی وجوه توجه اشتراکی مختص انسان نیست و حیواناتی مانند میمون‌های بزرگ، اورانگوتان‌ها، شامپانزه‌ها، سگ‌ها و اسب‌ها نیز برخی از عناصر توجه اشتراکی را نشان می‌دهند (ماتسوزاوا، توموناگا و تاناکا، ۲۰۰۵).

## سطوح توجه اشتراکی
تعیین سطوح توجه اشتراکی در تعیین اینکه آیا کودکان، توجه اشتراکی متناسب با سن خود را دارند مهم است.
سه سطح توجه اشتراکی وجود دارد: سه‌گانه، دوگانه و نگاه مشترک

### سه‌گانه
توجه اشتراکی سه‌گانه بالاترین سطح توجه اشتراکی است و به این صورت است که دو فرد به یک شیی نگاه کنند (اوتس و گرایسون، ۲۰۰۴). هر فرد باید درک کند که سایر افراد به شیی مشابهی نگاه می‌کنند و متوجه است که یک عنصر توجه مشترک وجود دارد (ردی، ۲۰۰۵). نمونه ای از مشارکت اجتماعی که به عنوان توجه اشترکی سه‌گانه به حساب می‌آید، حداقل به توجه دو نفر که به یک شیی نگاه می‌کنند یا توجه خود را بر یکدیگر متمرکز می‌کنند، نیاز دارد (هوبسون، ۲۰۰۵). علاوه بر این، فرد باید آگاهی داشته باشد که این تمرکز بین خود و دیگران به اشتراک گذاشته شده‌است (هوبسون، ۲۰۰۵). توجه سه‌گانه به این صورت مشخص می‌شود که فرد بعد از نگاه کردن به شیی به فرد دیگر نگاه می‌کند (اوکاموتو و توموناگا، ۲۰۰۶).

### دوگانه
توجه اشترکی دوگانه یک رفتار گفتگو مانند است که افراد در آن مشارکت دارند. این امر خصوصاً برای بزرگسالان و نوزادان انسان است که در ۲ ماهگی شروع به این رفتار می‌کنند (اوتس و گرایسون، ۲۰۰۴). بزرگسالان و نوزادان به نوبت حالات چهره، سر و صدا و در مورد افراد بزرگسال، گفتار را تبادل می‌کنند.

### خیرگی مشترک
هنگامی که دو نفر به یک شیء نگاه می‌کنند، به سادگی یک خیرگی مشترک به وجود می‌آید (اوکاموتو و توموناگا، ۲۰۰۶). خیرگی مشترک کمترین سطح از توجه اشتراکی است.
افرادی که در توجه اشتراکی سه‌گانه شرکت دارند، باید خیره شدن و منظور ایجاد موضوع مشترک را درک کنند. خیره شدن اشاره به درک کودک از ارتباط بین فعالیت ذهنی و عمل فیزیکی دیدن دارد. منظور نیز به توانایی کودک برای درک اهدف فرآیندهای ذهنی فرد دیگر اشاره دارد.

## زیر مجموعه‌های توجه اشتراکی
۱- خیره شدن و توجه اشتراکی
- افرد شرکت کننده در توجه اشتراکی باید موضوع انتخاب کنند (دی انترمونت، یازبک، مورگان و همکاران، ۲۰۰۷). دنبال کردن نگاه یا فعالیت‌های نشان دار شده (مانند اشاره کردن) یک روش متداول برای جلب توجه است (دی انترمونت، یازبک، مورگان و همکاران، ۲۰۰۷). فردی که می‌داند دنبال کردن نگاه دیگران، موضوع را ایجاد می‌کند موارد زیر را نشان می‌دهند:
  - تشخیص این که نگاه کردن به اشیای خارجی و وقایع، یک رفتار عمدی جهت دار است. دنبال کردن نگاه به هدف ایجاد موضوع، کمک می‌کند (دی انترمونت، یازبک، مورگان و همکاران، ۲۰۰۷).
  - درک این که نگاه کردن باعث تجربهٔ ذهنی از دیدن یک شیی یا وقایع می‌شود (دی انترمونت، یازبک، مورگان و همکاران، ۲۰۰۷).
  - تشخیص این که چشم‌ها مسئول دیدن هستند (دی انترمونت، یازبک، مورگان و همکاران، ۲۰۰۷).
  - تشخیص اینکه دیگران در توانایی دیدن چیزها شریک هستند (دی انترمونت، یازبک، مورگان و همکاران، ۲۰۰۷).
  - درک اینکه جهت صوت، تعیین می‌کند که آیا سخنران با آنها صحبت می‌کند یا او به چه چیزی اشاره یا تمرکز دارد، کمک می‌کند (فدریکو، کارپنتر و توماسلو، ۲۰۱۲). خیره شدن به چیزی با افزایش سن و تمرین کردن پیچیده‌تر می‌شود (وودوارد، ۲۰۰۵)(کارپنتر، ۲۰۱۱). هر چه خیره شدن تکامل یافته تر می‌شود افراد بهتر می‌توانند چیزهایی را که دیگران به آن اشاره می‌کنند را تمیز دهند (هیل، ۲۰۰۵). توجه اشتراکی برای یادگیری‌های اجتماعی هم مهم است. دنبال کردن نگاه نشانگر یک انتظار بر اساس نوعی از جهت‌گیری است که در آن توجه افرد به وسیله چرخش سر یا چرخش چشم دیگران جلب می‌شود (مک فرسون و موور، ۲۰۰۷). افراد مشتاق هستند تا نگاه دیگران را دنبال کنند و در توجه اشتراکی مشارکت کنند زیرا خیره شدن یک نشانه ای برای رویدادهای پاداش است (مک فرسون و موور، ۲۰۰۷).
- ۲- منظور و توجه اشتراکی توانایی تشخیص منظور در توجه اشتراکی حیاتی و مهم است. وقتی که افراد متوجه می‌شوند که دیگران دارای اهداف، منظورها و حالت‌هایی از توجه دارند می‌توانند در آن وارد شوند و توجه آنها را جهت دار کنند (دی انترمونت، یازبک، مورگان و همکاران، ۲۰۰۷). توجه اشتراکی، مبادلات دوگانه و یادگیری در مورد ماهیت شرکای اجتماعی را ترویج و حفظ می‌کند (دی انترمونت، یازبک، مورگان و همکاران، ۲۰۰۷). توانایی شرکت در توجه اشتراکی برای پیشرفت کلامی بسیار مهم است (توماسلو و فارار، ۱۹۸۶)(بالدوین، ۱۹۹۵). افرادی که در فعالیت‌های خود قصد و هدف دارند، نظمی را در رفتارشان نشان می‌دهند (مومی، بوشنل، دیکورکیا و همکاران، ۲۰۰۷). این افراد محل اشیا را با چشم‌های خود پیدا می‌کنند، به سمت جسم حرکت می‌کنند، و سپس با دستان خود آن شیی را لمس و دستکاری می‌کنند (مومی، بوشنل، دیکورکیا و همکاران، ۲۰۰۷). تغییر در مسیر نگاه یکی از نشانه‌های رفتاری متعدد است که افراد در ترکیب با تغییرات صورت و لحن صدا یا وضعیت بدن برای نشان دادن منظور رفتار خود در مورد یک شیی استفاده می‌کنند (مومی، بوشنل، دیکورکیا و همکاران، ۲۰۰۷). افرادی که به دنبال تمرکز توجه مشترک هستند، یک نوع آگاهی نشان می‌دهند، که هرآنچه در آگاهی آنهاست در آگاهی دیگران نیز است (ردی، ۲۰۰۵). این افراد معتقدند که آنها دنیایی مشابه با دیگران را تجربه می‌کنند (ردی، ۲۰۰۵). توجه اشتراکی نقش مهمی در توسعه نظریه ذهن دارد. نظریه ذهن و توجه اشتراکی پیشگامان مهمی در درک کاملاً توسعه یافته از فعالیت ذهنی دیگران هستند (هیل، ۲۰۰۵).
- ۳- درک زبان و توجه اشتراکی توانایی کودکان در استخراج (فهم) اطلاعات از محیط اطراف بر اساس درک رفتارهای توجهی، مانند اشاره کردن است (وودوارد، ۲۰۰۵). دوره‌های توجه اشترکی اطلاعات زیاد در مورد اشیا را با ایجاد موضوع مورد نظر و منظور گوینده برای کودکان فراهم می‌کند (وودوارد، ۲۰۰۵). توجه اشتراکی در محیط‌های خاصی رخ می‌دهد؛ موارد و رویدادها در محیط، زمینه ای فراهم می‌کند که کودک را قادر می‌سازد معنی کلمه ای را با یک سخن خاص مرتبط سازد (برونر[۱]، ۱۹۸۳). توجه اشتراکی جنبه‌های مربوط به زمینه اصلی را برجسته می‌کند و به کودکان کمک می‌کند که درک کنند چه چیزی گفته شده‌است.
- ۴- تولید زبان و توجه اشتراکی محیط اجتماعی یک نوزاد با آینده توسعه زبانی وی ارتباط دارد (رولینز، ۲۰۰۳). اولین واژه‌های کودکان به مقدار زیادی با تجربه اولیه زبان آن‌ها مرتبط است (اوتس و گرایسون، ۲۰۰۴). در مورد کودکانی با توسعه معمولی در مهارت‌های زبانی، یک پیوند نزدیکی بین زبان مادری و محیط زیست کودک وجود دارد: تا ۷۸٪ از زبان مادری به موضوعی که کودک بر آن متمرکز است، منطبق است (اوتس و گرایسون، ۲۰۰۴). در کودکانی که تأخیر در توسعه گفتاری دارند، تنها ۵۰ درصد زبان مادری با موضوعی که نوزاد بر آن تمرکز دارد، سازگار است (اوتس و گرایسون، ۲۰۰۴). نوزادان زمانیکه که والدین در مورد یک شیی که کودک به آن توجه می‌کند صحبت کنند بیشتر احتمال دارد تا در توجه اشتراکی شرکت داشته باشند تا نسبت به زمانیکه در مورد شیئی صحبت کنند که در خارج از توجه کودک است (رولینز، ۲۰۰۳). این افزایش سطح کمک‌های توجه اشترکی در تشویق توسعه طبیعی زبان، از جمله درک مطلب و تولید زبان مفید است (رولینز، ۲۰۰۳). هنگامی که توجه اشترکی وجود دارد نقش مهمی در یادگیری کلمه دارد که این مورد یک جنبه حیاتی از توسعه زبان می‌باشد (هیروتانی، استتس، استریانو و همکاران، ۲۰۰۹).

## مهارت‌های لازم برای توجه اشتراکی
این مهارت‌ها شامل توانایی به دست آوردن، حفظ و تغییر توجه می‌باشد توجه اشتراکی راهی برای داشتن نگاه مشترک بر روی چیزی یا داشتن وضعیتی برای ارتباط می‌باشد مهارت‌های توجه اشتراکی پیش‌بینی کنندهٔ رشد کلامی در آینده می‌باشد. مهارت‌های اولیه شامل اشاره به حیوان یا نگاه به صفحه کتاب است. برخی مهارت‌ها که بعداً ایجاد می‌شود شامل تمرکز روی بازی یا درخواست چیزهای خاص مثل برخی غذاها است. در مورد کودکان مبتلا به اوتیسم، برخی فعالیت‌ها ممکن است دشوار باشد به این علت که این بچه‌ها کمبود مهارت‌های اجتماعی لازم و ضروری برای شروع یا حفظ تمرکز دارند. این امر ممکن است باعث شود تا در دریافت نیازهایشان دشواری داشته باشند. مهارت‌های متعددی در توجه اشتراکی اهمیت دارد و نه تنها انجام این فعالیت‌ها به افراد کمک می‌کند تا نیازهای خود را مطرح کنند، بلکه برای فعل و انفعالات مناسب و ارتباطات رشدی معنی دار ضروری است. این مهارت‌ها عبارتند از:
- همکاری و تقابل با افراد در اجتماع
- تغییر نگاه بین افراد و اشیا
- اشتراک شرایط احساسی با فرد دیگر
- دنبال کردن نگاه و اشارات فرد دیگر

توانایی درک توجه فرد دیگر بر روی اشیا یا وقایع به هدف داشتن تجریبات مشترک

## رشد بهنجار توجه اشتراکی در دوران نوزادی
در سیر تحول بهنجار، توجه اشتراکی با شروع تعاملات دوتایی در سنین ۹ تا ۱۸ ماهگی شروع می‌شود و به تدریج تکامل می‌یابد. در ۲ ماهگی، کودکان در توجه اشتراکی دوگانه شرکت دارند و تبادلات گفتگو مانند با بزرگسالان دارند که در آن هر کدام از طرفین مورد تمرکز توجه دیگری است و آنها به نوبت تبادل نگاه، صدا و حرکات دهان می‌کنند (گوسوامی، ۲۰۰۸). در ۳ ماهگی و زمانیکه کودکان قابلیت شناخت ندارند مهارت‌های توجه اشتراکی را با صدا زدن مراقب نشان می‌دهند (ردی، ۲۰۰۵). هنگامی که مراقب به شیوه ای مشابه پاسخ نمی‌دهد، کودک مجموعه ای از پاسخ‌هایی را نشان می‌دهد که برای اولین بار در اوایل دهه ۱۹۷۰ توسط ادوارد ترونیک (ترونیک، ۲۰۱۱) با همکاری متخصص اطفال توماس برازلتون که در آن زمان در حال پدیدآوردن دومین «مقیاس ارزیابی رفتاری نوزادان» بود، مورد مطالعه قرار گرفت. در ۶ ماهگی، نوزادان مهارت‌های توجه اشتراکی را به روش‌های زیر نشان می‌دهند:
- خود را در همان جهت کلی (از دیدگاه خودشان) به عنوان فرد دیگری گذاشتن (گوسوامی، ۲۰۰۸). نوزادان همچنین بر روی اولین چیزهای جالب (برجسته) که با آنها روبرو می‌شوند تمرکز می‌کنند (گوسوامی، ۲۰۰۸).
- دنبال کردن نگاه جهت دار شده بزرگسالان (گوسوامی، ۲۰۰۸).
- گسترش بیشتر رفتارهای پیچیده‌تر مانند بررسی چشم‌انداز، زمانی که دنبال کردن نگاه در ابتدا موفقیت‌آمیز نبوده‌است (هیل، ۲۰۰۵).
- توجه بیشتر به چشم‌ها، پاسخ دادن به تغییرات در جهت نگاه و توجه خود را بر اساس نگاه دیگران همسو کردن (وودوارد، ۲۰۰۵).

در ۸ ماهگی، نوزادان (به ویژه دختر بچه‌ها) توجه اشتراکی را از راه ابراز مخالفت نمایش می‌دهند (گوسوامی، ۲۰۰۸). در ۹ ماهگی، نوزادان توجه اشتراکی سه‌گانه را شروع می‌کنند (اوتس و گرایسون، ۲۰۰۴). نوزادان همچنین فعالیت‌های توجه اشترکی مانند حرکات ارتباطی، ارجاع اجتماعی و استفاده از رفتار دیگران برای هدایت پاسخ به چیزهای جدید را نشان می‌دهند (گوسوامی، ۲۰۰۸). کودکان در اواخر سال اول زندگی با دنبال کردن جهت نگاه و اشاره بزرگسالان و نگریستن به شیی مورد نظر، به توجه اشتراکی پاسخ می‌دهند. در یک سالگی، توجه اشتراکی از طریق درک کودک از اشاره به عنوان منظور، نشان داده می‌شود (گوسوامی، ۲۰۰۸). همچنین در یک سالگی توجه اشتراکی برای اشیا حاضر در میدان دید قبل از اشیا خارج از میدان دید ایجاد می‌شود. در این سن، شیرخواران هنوز نمی‌توانند به همهٔ عوامل محیطی پاسخ دهند، بلکه تنها به مواردی که می‌بینند واکنش نشان می‌دهند (گوسوامی، ۲۰۰۸). بین ۱۲ تا ۱۴ ماهگی، بعد از دنبال کردن جهت اشاره و نگاه بزرگسال، با تغییر دادن نگاهشان به سمت شیی و سپس به سمت بزرگسال و دوباره به سمت شیی، مشترک بودن کانون توجه شان را به نمایش می‌گذارند. به‌طور همزمان، آنها در اواخر سال اول زندگی، در مواجهه با یک شیی یا رویداد جالب، با استفاده از ژست‌ها (مثل اشاره کردن و نشان دادن) و تغییر جهت نگاه، توجه اشتراکی را آغاز می‌کنند. انگار که می‌گویند "اونو نگاه کن!". طولی نمی‌کشد که کودکان برای جهت دادن توجه بزرگسالان، اینگونه رفتارهای غیرکلامی را با آواهای ساده ترکیب می‌کنند و در مقابل، معمولاً بزرگسالان با نگاه کردن و توضیح و تفسیر (مثلا نامگذاری) شیی و رویداد، پاسخ می‌دهند. شروع توجه اشتراکی، نمایانگر درک روز افرزون کودک نسبت به جهان اطراف و انگیزه وی برای تعامل با بزرگسالان، در خصوص رویدادها یا موضوعات جالب است. این توانایی، همچنین به کودک امکان می‌دهد تا اطرافیانش را در تجربه‌های عاطفی خویش سهیم کند (ویسمارا و لیونز، ۲۰۰۷). از این رو، توانایی شروع توجه اشتراکی گویای شکل‌گیری معنای هیجان اشتراکی کودک با اطرافیان و توانایی فزاینده وی در گسترش روابط اجتماعی با دیگران است (جونز و کار، ۲۰۰۴). در ۱۵ ماهگی، کودکان افکار دیگران را متوجه می‌شوند (گوسوامی، ۲۰۰۸). در این سن، کودکان همچنین اهمیت چشم‌ها برای دیدن و اینکه اشیا فیزیکی می‌توانند مانع دید شوند را تشخیص می‌دهند (وودوارد، ۲۰۰۵). در ۱۸ ماهگی، نوزادان می‌توانند نگاه افراد را به سمت خارج میدان دیدشان دنبال کنند و توجه اشتراکی ایجاد کنند (گوسوامی، ۲۰۰۸). نوزادان ۱۸ ماهه همچنین منظور، ماهیت ارجاعی از نگاه، تجربه ذهنی از دیدن و نقش چشم‌ها را درک می‌کنند و در دنبال کردن نگاه و اشارهٔ دقیق کردن مهارات دارند (وودوارد، ۲۰۰۵). در اواسط سال دوم زندگی، مهارت‌های توجه اشتراکی تکامل بیشتری می‌یابند. تغییر جهت نگاه و ژست‌های رفتاری مرسوم، با هم ترکیب شده و کودک مجهز به ابزار جدیدی برای ارتباط با محیط اطرافش می‌شود. از این پس کودک می‌تواند دیدگاه‌ها و توجه خود را با دیگران هماهنگ کند (جونز و کار، ۲۰۰۴). این توانایی، سنگ بنای ارجاع اجتماعی و یادگیری اجتماعی است (استریانو، چن و کلیولند، ۲۰۰۶). در ۲ سالگی، کودکان توجه اشتراکی را به خوبی با گسترش توجه به فراتر از حال حاضر و درک اهداف مورد توجه دیگران در گذشته نشان می‌دهند (ردی، ۲۰۰۵). در ۲ سالگی، همچنین قادر به افکار بازنمایی یا افزایش حافظه هستند (ردی، ۲۰۰۵).
کارکرد اجتماعی توجه اشتراکی به ویژه هنگامی محرز می‌شود که با یک رفتار ارتباطی زودهنگام دیگر به نام «رفتارهای درخواستی» یا «درخواست کردن» مقایسه شود. هم رفتار توجه اشتراکی و هم رفتار درخواست کردن شامل تغییر جهت نگاه و ژست‌های معمول رفتاری برای هماهنگ‌کردن توجه بین خود، شیی و شخص دیگر است. با وجود تشابه ظاهری این دو رفتار، هر کدام کارکرد مجزایی دارند. توجه اشتراکی، کارکرد خبری دارد؛ ولی در خواست کردن، کارکرد امری دارد و به منظور دستیابی به یک شیی یا جلب همکاری شخص دیگر صورت می‌پذیرد. توجه اشتراکی این پیام را می‌رساند: «به اون شیی جالب توجه نگاه کن». در حالی که پیام درخواست کردن «اون شیی را به من بده» است. پاداش درخواست کردن، غیر اجتماعی است. در حالی که پاداش توجه اشتراکی، تعامل اجتماعی است. مطالعات اولیه نشان می‌دهند که کودکان اتیستیک در شروع توجه اشتراکی و نیز پاسخ به توجه اشتراکی نارسایی دارند، ولی رفتارهای درخواستی آنها سالم است (جونز و کار، ۲۰۰۴).

## ارتباط توجه اشتراکی با توسعه اجتماعی-عاطفی
توجه اشتراکی و توانایی حضور در یک جنبه از محیط برای روابط طبیعی که بر پایه تجربه و دانش است، مهم می‌باشد (مک فرسون و موور، ۲۰۰۷). نوزادان بسیار مشتاق به اشتراک گذاشتن تجربه هستند. انگیزه نوزاد برای شرکت در توجه اشترکی به اندازهٔ کافی قوی است که آنها داوطلبانه از چشم‌اندازهای جالب دور می‌شوند تا در توجه اشتراکی با دیگران شرکت کنند (کارپنتر، ۲۰۱۱).
همان‌طور که در تئوری دلبستگی توضیح داده شده‌است، نوزادان نیاز به ایجاد رابطه با یک مراقب اولیه برای دستیابی به پیشرفت عادی اجتماعی و عاطفی دارند. بخش اصلی توانایی ایجاد این رابطه ممکن است توجه اشترکی باشد. علاوه بر توسعه زبان، توجه اشترکی به عملکرد آماده‌سازی نوزادان برای ساختارهای اجتماعی پیچیده‌تر مرتبط با گفتگوی بزرگسالان کمک می‌کند. مهارت‌های کودکان در شروع و پاسخ دادن به توجه اشترکی، شایستگی‌های اجتماعی آنها را در ۳۰ ماهگی پیش‌بینی می‌کند (وان، امی، ماندی و همکاران، ۲۰۰۷). لبخند پیش‌بینی شده (یک سطح پایین توجه اشترکی شامل لبخند زدن به یک شی و سپس برگشتن و لبخند زدن به شریک ارتباطی) در ۹ ماهگی به‌طور مثبت نمرات شایستگی اجتماعی که والدین نمره می‌دهند را در ۳۰ ماهگی نوزادان پیش‌بینی می‌کند (پارالید، دنیل، دلگادو و همکاران، ۲۰۰۹). توانایی زودهنگام توجه اشتراکی، تفاوت در توانایی‌های اجتماعی و عاطفی را در آینده گزارش می‌کند (پارالید، دنیل، دلگادو و همکاران، ۲۰۰۹)

## توجه اشتراکی در طیف اختلالات اتیستیک
توجه اشتراکی در سال‌های اخیر مورد توجه پژوهشگران و متخصصان اختلال طیف اتیسم قرارگرفته است و اشاره به مهارتی رشدی دارد که موجب اشتراک توجه یا پردازش پیام‌های دیگران می‌شود. نقص در رشد توجه اشتراکی، ویژه کودکان دارای اختلال طیف اتیسم است و یکی از نخستین نشانه‌های تشخیص اختلال طیف اتیسم در کودکان به‌شمار می‌رود. این آسیب پیش از یک سالگی یعنی حتی پیش از زمانی که بتوان تشخیص رسمی گذاشت، قابل‌مشاهده است. تأخیر در رشد مهارت توجه اشتراکی، یک نارسایی مرکزی در اختلالات اتیستیک است؛ زیرا همان گونه که سیگمن و کپس (۱۹۹۷)، اظهار می‌دارند: هنگامی که یک نارسایی دارای ویژگیهای سه‌گانه زیر باشد، به عنوان نارسایی مرکزی یک بیماری خاص محسوب می‌شود:
۱- اختصاصی بودن (نارسایی مختص بیماری باشد و در بیماری‌های دیگر مشاهده نشود): نقص مهارت توجه اشتراکی خاص اختلالات اتیستیک است. در مقایسه با کودکان مبتلا به عقب ماندگی ذهنی و کودکان دچار تأخیر زبانی با سطح رشدی یکسان، نقص توجه اشتراکی تنها در کودکان مبتلا به اختلالات اتیستیک دیده می‌شود (چارمن، ۱۹۹۸). این نقص‌ها هم در شروع توجه اشتراکی و هم در پاسخ به آن دیده می‌شود با این تفاوت که نارسایی در پاسخ به توجه اشتراکی شاید در طول رشد بهبودی یابد (چیانگ و همکاران، ۲۰۰۸). لذا نارسایی در شروع توجه اشتراکی، شاخص تشخیصی بهتری برای اتیسم است (چارمن، ۲۰۰۴؛ هوبسون و هوبسون، ۲۰۰۷).
۲- جامعیت (نارسایی باید در تمام مبتلایان وجود داشته باشد): مشکلات توجه اشتراکی در نونهالان تا نوجوانان اتیستیک دیده می‌شود (کاساری و همکاران، ۲۰۰۱؛ چیانگ و همکاران، ۲۰۰۸).
۳- تقدم (نارسایی در مراحل نخستین بیماری ظاهر شود): نارسایی توجه اشتراکی یکی از ابتدایی‌ترین نشانهای اختلالات اتیستیک است که قبل از یک سالگی، حتی پیش از دریافت هر گونه تشخیص بالینی، قابل ردیابی است (بارون کوهن، ۱۹۹۲؛ چارمن، ۱۹۹۸). از این رو، نارسایی توجه اشتراکی شاخص مرکزی اختلالات اتیستیک محسوب می‌شود.
نارسایی توجه اشتراکی در کودکان اتیستیک واجد این ملاک‌های سه‌گانه می‌باشد. از سویی دیگر، رشد توجه اشتراکی پیش نیاز رشد سایر کنش‌های عالی شناختی، نظیر زبان است (برونر، ۱۹۸۳). رشد واژگان در کودکان بهنجار وابسته به توانایی آنها در استفاده از مهارت توجه اشتراکی پیش زبانی است. در جریان تبادلات توجه اشتراکی با اشیا و بزرگسالان است که کودکان اولین کلماتشان را به کار می‌برند (توماسلو، ۱۹۹۵). آنها به سرعت یادمی‌گیرند که فرد بزرگسال نام اشیایی را می‌برد که در کانون توجه خودش قرار دارد، نه لزوماً اشیایی که مد نظر کودک است (بالدوین، ۱۹۹۳).
بر اساس یافته‌های موجود، هم توانایی پاسخ به توجه اشتراکی و هم شروع توجه اشتراکی، به صورت همزمان و پیش بین، با کنش‌های زبان در کودکان عادی و کودکان مبتلا به اتیسم رابطه مستقیم دارند (مارکوس و همکاران، ۲۰۰۰؛ چیانگ، ۲۰۰۸). همین ارتباط بین مهارت‌های توجه اشتراکی و گزارش والدین از رفتارهای اجتماعی کودکان طبیعی و کودکان مبتلا به اتیسم (ماندی و همکاران، ۱۹۹۴) و نیز بین توانایی شروع توجه اشتراکی و درک اجتماعی و عاطفی بیماران اتیستیک نیز مشاهده شده‌است (نابر، بیکرمنز، دیتز و همکاران، ۲۰۰۸). همچنین، همبستگی‌هایی بین توجه اشتراکی با بازی‌های نمادین، نظریه ذهن و توانایی شناختی- اجتماعی در کودکان مبتلا به اتیسم پیدا شده‌است (ماندی و همکاران، ۱۹۹۴). این یافته‌های پژوهشی، گویایی اهمیت بسزای سنجش و نوپروری نارسایی‌های توجه اشتراکی در روند درمان اختلالات اتیستیک است.

## توجه اشتراکی در افراد دارای معلولیت
مطالعات متعدد نشان داده‌است که مشکلات مرتبط با توجه اشتراکی با مراحل نمو همراهی دارد. مشکلات در ایجاد توجه اشترکی ممکن است بخشی از تفاوت در توانایی‌های اجتماعی کودکان مبتلا به اختلالات رشدی باشد (به عنوان مثال اختلالات طیف اوتیسم). کمبود مرکزی اشاره شده در اتیسم، نگاه چشم است (بروینسما، کوگل و کوگل، ۲۰۰۴). کودکان مبتلا به اوتیسم در توجه متناوب بین شریک و شی سوم مشکل دارند (بروینسما، کوگل و کوگل، ۲۰۰۴). این دشواری به دلیل نقص آنها در دنبال کردن نگاه، شروع دشوار (این عمل) و حفظ توجه مشترک است (بروینسما، کوگل و کوگل، ۲۰۰۴). نوزادان ناشنوا می‌توانند در توجه اشتراکی مشابه شیرخواران سالم شرکت کنند؛ با این حال، زمان صرف شده برای شرکت در توجه اشترکی در نوزادان ناشنوای والدین سالم اغلب کاهش می‌یابد. والدین سالم نوزادان ناشنوا اغلب کمتر احتمال دارد اقدامات، شروع و ارتباطی فرزند ناشنوای خود را پاسخ یا گسترش دهند. نوزادان ناشنوای والدین ناشنوا زمان صرف شده کمتری در توجه اشتراکی نشان نمی‌دهد. دریافت شنیداری در توجه اشتراکی حیاتی نیست اما برای ارتباط و درک که مشابه توجه اشتراکی است حیاتی هستند. علاوه بر این مادرانی که نمی‌توانند در ایجاد توجه اشتراکی منظم با کودکان خود به موفقیت برسند، نمره فرزندان آنها در مقیاس‌های شایستگی اجتماعی پایین‌تر است. قضاوت در مورد کمبود شایستگی اجتماعی می‌تواند در اوایل ۱۸ ماهگی شروع شود. در نوزادان نابینا، توجه اشترکی با استفاده از دریافت شنیداری یا احساس کردن دست افراد دیگر بر روی یک شیی ایجاد شود که ممکن است در مقایسه با نوزادان سالم تأخیر داشته باشد.

## روشهای بهبود توجه اشتراکی
یکی از بهترین روش‌ها برای کمک به کودکان به ویژه کودکان مبتلا به اختلال اوتیسم بهبود مهارت‌های توجه اشتراکی است تا یک مدل گفتاری (زبانی) خوب شکل بگیرد. بسیاری از کودکان مبتلا به اوتیسم دوست دارند تا در فعالیت‌های روزانه بیشتر موفقیت به دست بیاورند مثل مسواک زدن و غذا خوردن. به یاد داشته باشید که تمرین مهارت‌های توجه اشتراکی در محیط کودک می‌تواند به وی کمک کند تا ارتباطات و موفقیت‌های اجتماعی در منزل، مدرسه و جامعه به دست بیاورد
- از اشاراتی مثل نشان دادن اشیا، همراه با تغییر نگاه چشم می‌توان استفاده کرد.
- از آموزش دست روی دست (گرفتن دست کودک و کمک به وی تا به اشیایی اشاره کند) می‌توان استفاده کرد.
- راه دیگر برای بهبود توجه اشتراکی دنبال کردن اهداف و منظور کودک است.
- استفاده از روشهای ساخت دار که مخصوص افزایش توجه اشتراکی توسعه یافته‌اند که شامل "راهنمای درمان توجه اشتراکی و بازی‌های نمادین " (کاساری و همکاران، ۲۰۰۶)، آموزش توجه اشتراکی برای کودکان مبتلا به اوتیسم با استفاده از روش‌های اصلاح رفتار (والن و شریابمن، ۲۰۰۳). ۲- مداخله زود هنگام بازی (شر، ۲۰۰۹).